# Richard Paltauf

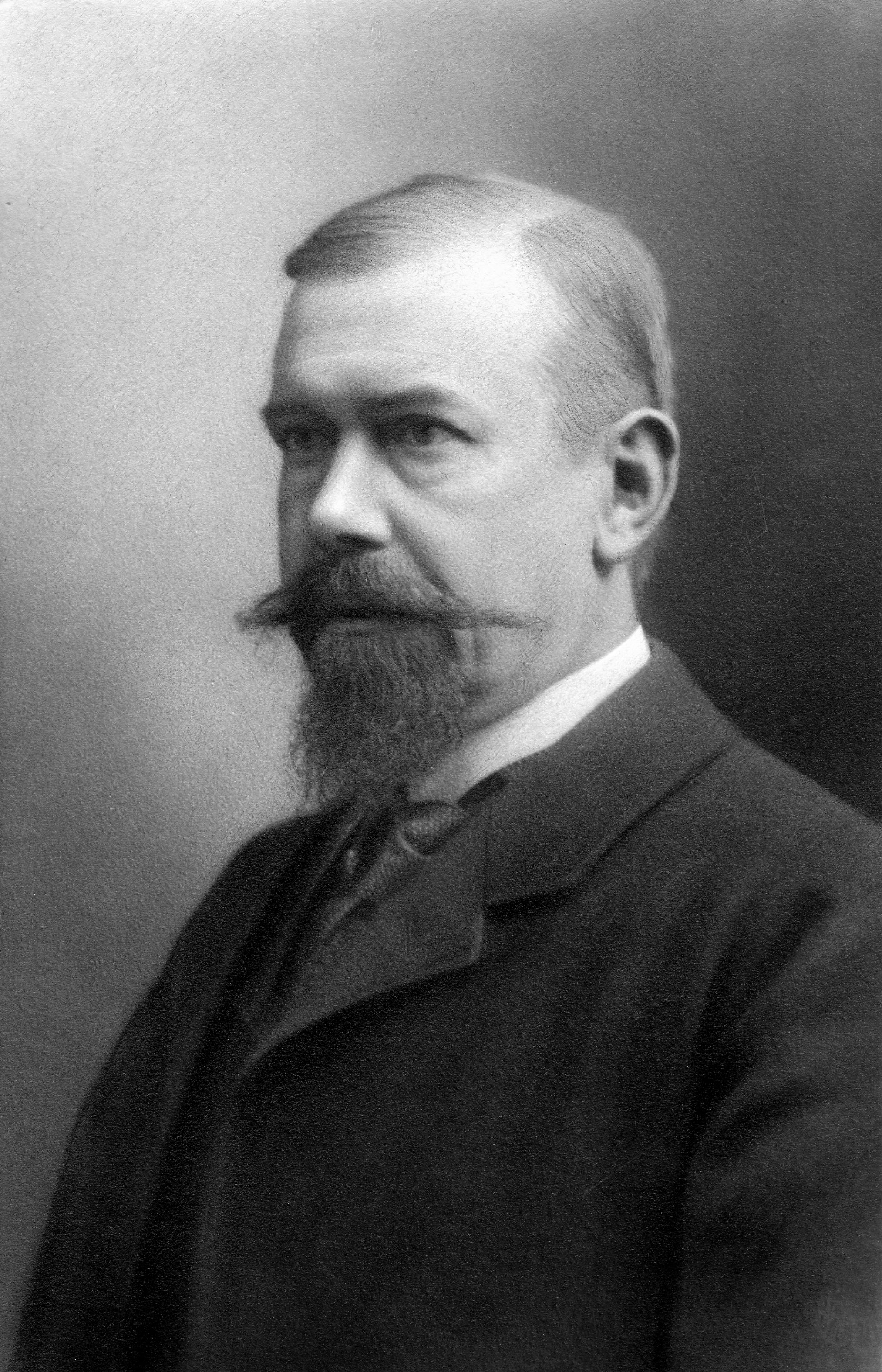
Richard Paltauf

Richard Paltauf (* 9. Februar 1858 in Judenburg, Steiermark; † 21. April 1924 in Semmering) war ein österreichischer Pathologe. Er war Bruder von Arnold Paltauf (1860–1893), der Professor für forensische Medizin an der Deutschen Universität Prag war, und Bruder von Rudolf Paltauf, einem österreichischen Justizminister.

## Leben
Paltauf studierte an der Universität Graz und wurde 1880 zum Dr. med. promoviert. Anschließend war er Assistent bei Hans Kundrat (1845–1893) in Graz und Wien. 1888 wurde er in Wien für pathologische Anatomie habilitiert und wurde 1892 außerordentlicher Professor für allgemeine Pathologie und pathologische Histologie. 1893 wurde der Prosektor an der k.k. Krankenanstalt Rudolfstiftung und wurde zu dieser Zeit auch Leiter des Universitätsinstituts für pathologische Histologie und Bakteriologie.
Paltauf war befreundet mit Anton Bruckner und führte nach Bruckners Tod 1896 die Konservierung von dessen Leichnam mittels Formalin-Injektion durch.
Paltauf wurde 1898 ordentlicher Professor für pathologische Histologie und allgemeine Pathologie und seit 1900 Ordinarius für allgemeine und experimentelle Pathologie.
Er gründete das Serotherapeutische Institut in Wien und eine Impfstation gegen Tollwut. Er führte – zusammen mit Anton Weichselbaum (1845–1920) – die Bakteriologie und Serologie in Wien ein.

## Auszeichnungen
Auswahl der Dekorationen, sortiert nach den Angaben des Hof- und Staatshandbuches der Österreichisch-Ungarischen Monarchie von 1918.
- Bronzene Jubiläums-Erinnerungsmedaille für die bewaffnete Macht
- österreichische Kriegsmedaille
- Jubiläums-Erinnerungsmedaille für Zivilstaatsbedienstete
- Jubiläumskreuz für Zivilstaatsbedienstete
- Ritter 1. Klasse des Sächsischen Albrechts-Ordens
- Ritter 2. Klasse des St.-Sava-Ordens[2]